# Wasserburg Thurnhof (Gemeinde Perg)

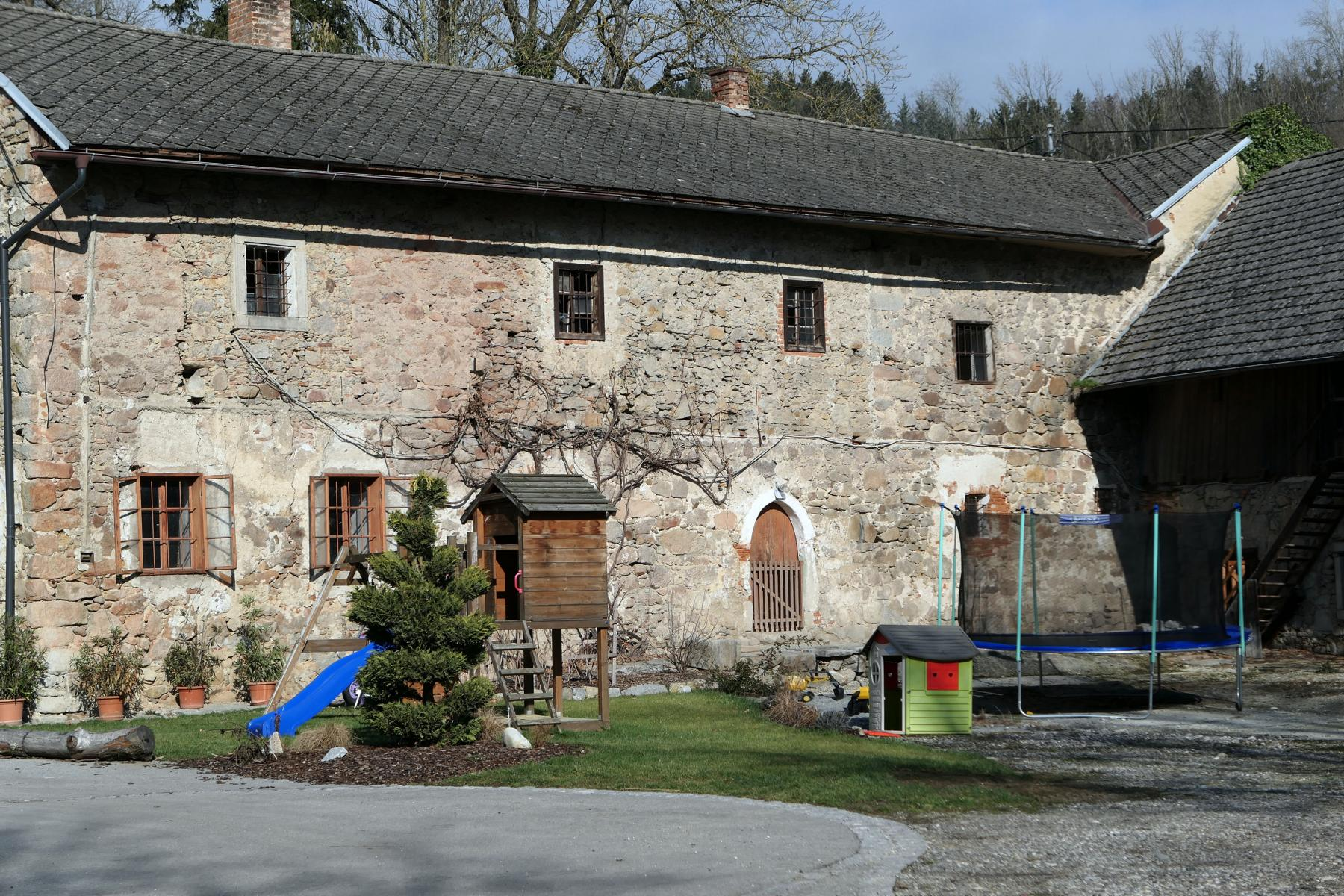
Wohnturm von Süden

Die Wasserburg Thurnhof war im 16. Jahrhundert ein Edelmannssitz in der Ortschaft Thurnhof in der Stadtgemeinde Perg in Oberösterreich. Der großteils erhaltene mittelalterliche Wohnturm (Wohngebäude mit Wehrfunktion) ist eine Besonderheit.

## Lage
Die ehemalige Wasserburg liegt im historischen oberösterreichischen Machlandviertel am Übergang des Hügellandes des Böhmischen Massivs in die Ebene des heutigen Machlands. Hier verläuft auch ein alter Ost-West-Handelsweg, die Hauderer-Straße. Vom Norden kommend fließt durch ein Tälchen der Thurnhofbach (u. a. Lembach genannt) herab und der Ebene zu. Durch dieses Tälchen gelangt man umgekehrt hinauf zur unweit nördlich gelegenen Burg Mitterberg.

## Geschichte
Zur Namensherkunft gibt es folgende Vermutungen:
1. Ein Hof mit einem (Wohn-)Turm als Bauwerk.[1] Zu Beginn des 14. Jh. besaß ein Heinrich von Hausleiten den Ottenhof (Gehöft Haindlbauer, Auhof N° 13) vor dem Turm.
2. Geschlechtername Tuern. Im 13. Jh. gehörte zur Gefolgschaft der Herren von Perg und Machland ein Dietrich von Tuern.
3. Geschlechtername Turner. Oberösterreichische Kleinadelsfamilie.

Otto von Turner war im 14. Jh. Lehensmann der Kapeller. Konrad Turner war 1334 Ennser Bürger. Hartneid von Turn besaß 1364 Güter im Ennstal. Winther der Turner verkaufte 1365 sein Gut in Pfarre Ansfelden. Noch 1747 wird jedenfalls der Thurnhof als der Herren Turner eines alt-abgestorbenen Geschlechts Stammen-Haus bezeichnet.
Im 14. Jh. kaufte Ulrich Prandtner (von Prandt) den Thurnhof. Seine Söhne hießen Hans I., Georg († 1469) und Wolfgang I. (1469-1492). Dacz dem Tuern in Pergkircher pharr freys aigen, also den Thurnhof in der Pfarre Pergkirchen besaß 1454 Georg Prandtner.
Die Familie Prandtner ließ im ersten Viertel des 15. Jh. bei der Pfarrkirche in Pergkirchen an die Langschiffwand im Süden eine Kapelle anbauen. 1510 fügten sie dieser ersten (östlichen) Kapelle eine zweite (westliche) Kapelle hinzu (beurkundet 1527). In späteren Zeiten entstand nach Öffnen der Langschiffwand ein Seitenschiff. Es trägt noch heute den Namen Margarethenkapelle, in Erinnerung an Margaretha, der Ehefrau von Wolfgang II. Prandtner. Margaretha war eine Tochter des Heinrich Geumann (Geymann) vom Schloss Gallspach. Margaretha († 1523) und Wolfgang II. († 1527) wurden in der Kirchengruft zu Pergkirchen beigesetzt. Einziger Sohn von Wolfgang II. war Wolfgang III. Prandtner (* 1490; † 2. Oktober 1541 in Wien an der Pest).
Der Kaplan der Prandtner hatte das Recht, in der Margarethenkapelle die Messe zu lesen. Dafür stiftete die Familie Prandtner der Kirche noch zusätzlich die Thurnwiese, die zwei Tagwerk (= 0,68 ha) groß war und an die Thurnhof-Gründe angrenzte. Der Pergkirchner Pfarrer musste dafür dem Kaplan der Prandtner den Opferwein geben und die Messe wirklich lesen lassen. Die Thurnwiese hieß von nun an Opferwiese.
1525 erhielt Lasla Thurner zu Ratschendorf (Račja Vas im heutigen Slowenien) für den Thurnhof die Freiheiten eines Edelmannssitzes. 1527 und 1535 verkaufte Wolfgang III. Prandtner – er war geehrter kaiserlicher Diplomat mit Wohnsitz im Schloss Trautmannsdorf, und 1534 als Nachfolger von Johann Geumann der Hochmeister des Österreichischen St. Georgsordens geworden – an Hillebrandt II. Jörger zu Tollet und Prandegg († 18. Februar 1572) in zwei Teilverkäufen den Thurnhof mitsamt der Lehenschaft über die Margarethenkapelle und dann alle seine Machländer Besitzungen:

„Der Herren Turner eines alt-abgestorbenen Geschlechts Stammen-Haus ist diser vererbte und dermalen in einem Bauern Hof verwandlete unweit des Näärn-Fluß in Machland-Viertel gelegene Edel-Sitz Turnhof gewesen, welcher von Herrn Wolfgang Prandtner dem Hochwürdigen Fürsten und Herren Hochmaistern S. Georgen Ordens Anno 1535 samt der Stift und Capellen Lehnschaft ec. Herren Hilleprand Jörgern zu Prandeck verkauft, und mithin der Herrschaft Prandteck einverleibt worden“

1538 tauschte Hillebrandt Jörger den Edelmans Sütz Thurnhoff gegen den Edelsitz Zell (Tannböckhof) der Brüder Hans (1507–1572), Ladislaus II. (1508–1558) und Andreas (1514–1569) Prager (von Prag) ein. Damit kam der Thurnhof zur Herrschaft Windhag unter der Adelsfamilie der Prager. Sie vergab den Thurnhof an verschiedene Lehensmänner. 1597 musste der Sohn von Andreas Prager, Friedrich Prager (* ~1545, † 1600) die Herrschaft Windhag schuldenhalber verkaufen an Lorenz Schütter von Klingenberg († 1599). Der Thurnhof blieb bei der Herrschaft Windhag, nun aber unter der Adelsfamilie der Schütter. Auch sie vergab den Thurnhof an verschiedene Lehensmänner. 1626 verkaufte der Sohn von Lorenz Schütter, Georg Schütter (1588-1638) den Thurnhof an den Bauern Peter Peringer († 1628). Daraufhin löschte man die Eintragung in der oberösterreichischen Landtafel. Der Edelmannssitz wurde ein Bauerngehöft. Bei seinem Tod hinterließ Peringer seiner Witwe und den 13 Kindern 1 Ross, 4 Kühe, 1 Kalb, 4 Schweine, 6 Schafe, 2 Wagen, Pferdegeschirr, 2 Pflüge, 3 Eggen, allerlei Werkzeug, 1 Kasten, 1 Kastl, 3 Truhen, Betten, Tisch und Bänke, 1 Badewanne, Fässer, Bottiche, Planen, Säcke, Bettzeug, Küchengeschirr, u. a. Wintersaat, 5 Metzen (365 liter) Weizen, je 4 Metzen (292 liter) Wicken und Gerste.

## Heutige Nutzung
Die erhaltenen Gebäude wie Wohnturm und Stallungen wurden bis vor kurzem landwirtschaftlich genutzt. Sie gehören alle zum neuzeitlichen Gehöft Thurnbauer, Thurnhof N° 1. Kein Denkmalschutz (2020).

## Beschreibung
Die Besonderheit von Thurnhof ist der großteils erhaltene mittelalterliche Wohnturm im Norden des einstigen Burghofs. Auch im aktuellen Erhaltungszustand steht der Wohnturm noch eindrucksvoll da. Er ist ~27 m lang, ~10 m breit, und noch zweigeschoßig hoch. Einst war er vermutlich dreigeschoßig mit angebautem Turm oder Türmchen. Aufgebaut ist er aus Bruchsteinen in Lehmpack, ohne Verwendung von Mörtel. Die Ecken sind mit Steinquadern armiert. Der Eingang in der Südmauer hat ein gotisches kaum spitzbogiges Portal aus Stein. Daneben erhielt sich eine ursprüngliche schmale (Schieß-)Scharte. Im ersten Stock kommt man vom Flur wiederum durch ein gotisches schön spitzbogiges Portal aus Stein in einen kleinen Saal mit Holzdecke.
Stallungen (Steingebäude mit Holzaufbauten), hölzerne Schuppen und ein Stück Steinmauer schließen jetzt noch an der Ostseite den Burghof ein. Sie bilden eine bogenförmig abgewinkelte Reihe, zusammen ~60 m lang.
Auch an der Westseite gab es früher wahrscheinlich eine Gebäudereihe, und an der Südseite wahrscheinlich eine Wehrmauer mit dem Eingang, sodass ein geschlossener Burghof entstand. Auf dem eingeebneten diesbezüglichen Terrain stehen jetzt Gebäude des neuzeitlichen Gehöfts Thurnbauer.
Der die Burganlage umschließende Wassergraben (Teich) ist im aktuellen Erhaltungszustand nicht mehr erkennbar. Der vermutlich schon lange ausgetrocknete Wassergraben wurde bei Straßenbauarbeiten 1929 und auch sonst eingeebnet, im Norden reichlich aufgeschüttet. Eine Ausnahme gab es für den östlichen Wassergraben.
Zumindest bis 1975 (gemäß Orthofoto) gab es außen vor Schuppen und Stallung eine von Gestrüpp bewachsene Geländevertiefung ~100 m lang und ~35 m breit. Sie mag der Überrest des östlichen Wassergrabens sein, durch den einst auch der Turnhofbach floss. Auf dem nun auch eingeebneten Terrain verläuft jetzt eine Straße. Der Thurnhofbach fließt dort jetzt unterirdisch in Rohren.
Beim neuzeitlichen Aushub eines Mostkellers stieß man auf einen historischen Erdstall (Gangsystem). Er befindet sich in dem nördlich an den Wohnturm heranreichenden Sandsteinfelsen.